# (39895) 1998 FK15
(39895) 1998 FK15 est un astéroïde de la ceinture principale d'astéroïdes découvert en 1998.

## Description
(39895) 1998 FK15 a été découvert le 28 mars 1998 à l'observatoire astronomique de Farra d'Isonzo, situé dans la commune de Farra d'Isonzo, dans la province de Gorizia (Frioul-Vénétie Julienne), en Italie, par l'Observatoire astronomique de Farra d'Isonzo.

### Caractéristiques orbitales
L'orbite de cet astéroïde est caractérisée par un demi-grand axe de 2,39 ua, un périhélie de 2,02 ua, une excentricité de 0,16 et une inclinaison de 5,71° par rapport à l'écliptique. Du fait de ces caractéristiques, à savoir un demi-grand axe compris entre 2 et 3,2 ua et un périhélie supérieur à 1,666 ua, il est classé, selon la JPL Small-Body Database, comme objet de la ceinture principale d'astéroïdes.

### Caractéristiques physiques
(39895) 1998 FK15 a une magnitude absolue (H) de 15,4 et un albédo estimé à 0,245.